# Май, Эдуард
Эдуард Май (нем. Eduard May, 14 июня 1905, Майнц — 10 июля 1956, Берлин) — немецкий биолог, сотрудник Аненербе.

## Биография

### Ранние годы
Посещал реальное училище во Франкфурте-на-Майне. Изучал зоологию во Франкфурте, в 1929 г. защитил кандидатскую диссертацию по корабельным червям. В 1930-е гг. работал в химической промышленности в Госларе. Автор многих патентов.

### Карьера при нацистах
В 1942 г. защитил докторскую диссертацию в Мюнхене. Из-за болезни ушей был освобождён от военной службы.
С 1942 г. возглавлял учебно-исследовательский отдел энтомологии Аненербе, располагавшийся в концентрационном лагере Дахау. Исследовал болезни, передающиеся посредством насекомых, участвовал в разработках биологического оружия. С 1943 г. работал в Освенциме.
Несусветный сброд опустившихся поляков, евреев, цыган.Э. Май о концлагере Освенцим

### После войны
В 1945 г. был арестован американскими войсками, однако вскоре был отпущен и смог продолжить свои исследования. Несмотря на высказывания ряда свидетелей, утверждал, что не использовал в своих опытах заключённых. В 1947 г. выступал в качестве свидетеля на Нюрнбергском процессе. В 1948 г. основал журнал Philosophia naturalis. С 1950 г. преподавал в Свободном университете Берлина, профессор философии и директор философского семинара.
Умер в результате продолжительной болезни.

## Сочинения
- Libellen und Meerjungfrauen (Odonata), in: Die Tierwelt Deutschlands und der angrenzenden *Meeresteile nach ihren Merkmalen und nach ihrer Lebensweise (Maria Dahl und Hans Bischoff, Hrsg.), 27. Teil, Jena 1933 (124 S.).
- «Die Konsequenzen der modernen Quantentheorie in ihrer wissenschaftslogischen Struktur und in ihren Beziehungen zu erkenntnistheoretischen Fragen», in: Grete Hermann, Eduard May und Thilo Vogel, Die Bedeutung der Modernen Physik für die Theorie der Erkenntnis — Drei mit dem Richard Avenarius-Preis ausgezeichnete Arbeiten, Leipzig 1937, S. 118—154.
- «Zur Frage der Überwindung des Vitalismus», Zeitschrift für die gesamte Naturwissenschaft II, 375—399 (1937/1938).
- «Die Idee der mechanischen Naturerklärung und ihre Bedeutung für die physikalische Wissenschaft», Zeitschrift für die gesamte Naturwissenschaft 5, 2 — 23 (1939).
- «Dingler und die Überwindung des Relativismus», Zeitschrift für die gesamte Naturwissenschaft 7, S. 137 ff., 1941.
- Am Abgrund des Relativismus, Berlin 1941 (297 S.), 2. verbesserte Aufl.: Berlin 1942 (305 S.).
- «Der Gegenstand der Naturphilosophie», Kant-Studien 42, 146—175 (1942/1943).
- Kleiner Grundriss der Naturphilosophie, Meisenheim 1949 (105 S.).
- «Schopenhauers Lehre von der Selbstentzweiung des Willens», 33. Schopenhauer-Jahrbuch, 1 — 9 (1949/1950).
- «Das Vitalismusproblem und die Erklärung der Lebensphänomene», Philosophia naturalis II, 251—257 (1952).
- Filosofia natural, Breviarios del Fondo del Cultura Economica Mexico, 88: Filosofia (Traduccion Eugenio Imas), Mexico 1953 (2. Aufl.: Mexico 1966) (168 S.).
- «Das Kausalproblem in der Biologie», Zoologischer Anzeiger, Suppl. 18, 388—407 (1954).
- «Vom Geist der Wissenschaft», Festschrift Veritas, Justitia, Libertas der Freien Universität Berlin zur 200-Jahrfeier der Comumbia University New York, 1954.
- «Schopenhauer und die heutige Naturphilosophie», 36. Schopenhauer-Jahrbuch, 10 — 24 (1955).
- Heilen und Denken. Mit einer medizinischen Einführung von Freiherr von Kress. Arzt und Arznei (Schriftenreihe herausgegeben von Hans Haferkamp), Bd. 1, Berlin 1956 (175 S.).
- «Meine drei Begegnungen mit Schopenhauer», Zeitschrift für philosophische Forschung XIII, 134—138 (1959)